# Běry
Běry (česky také Bírov, polsky Biery, německy Bierau) jsou vesnice v jižním Polsku ve Slezském vojvodství v okrese Bílsko-Bělá v gmině Jasenice na území Těšínského Slezska. Leží na řece Jasenici na úpatí Slezských Beskyd jižně od okresní silnice Bílsko-Bělá – Skočov. Podle sčítání lidu v roce 2011 zde žilo 1 233 obyvatel, rozloha obce činí 2,164 km².

## Historie
Obec založili v 16. století vlastníci nedalekého Hradce. Název se odvozuje od vlastního jména zakladatele Biero (Biernat). V počátcích ves nesla variantní název Borowy. První písemný a obrazový doklad o obci pochází z roku 1563, kdy je vyznačena v mapě knížectví Osvětimského a Zátorského od polského kartografa Stanisława Porębského vydané roku 1563 v Benátkách.
Dále se dochovala listina těšínského knížete Václava III. Adama vystavená v Těšíně v úterý po neděli Utrpení Páně roku 1610, kterou se potvrzuje privilegium dané potomkům knížete Krzysztofa Grodzieckého z Brodů a na Hradci.
Rakouský místopis k roku 1900 eviduje v Běrách 47 domů na výměře 217 hektarů, v nichž bydlelo 444 osob, vedle převažujících katolíků to bylo 9,5 % evangelíků a 1,6 % židů.
V letech 1939-1945 se Běry vícekrát octly na frontové linii, a proto byly historické stavby včetně kostela ze 60 % zničeny. Nový kostel byl podle předlohy starého chrámu vystavěn od roku 1990 a vysvěcen roku 1995.

## Osobnosti
- Josef Božek (1782–1835), český mechanik, místní rodák